# Sony Alpha DSLR-A450
Sony Alpha DSLR-A450 — цифровой однообъективный зеркальный фотоаппарат среднего уровня Alpha (α) компании Sony. Был анонсирован 5 января 2010 года. Фотоаппарат призван заполнить нишу между линейками 3хх и 5хх. От первой отличается, прежде всего, наличием нового Exmor™ КМОП сенсора и процессора BIONZ™.